# Nikokles z Akriaj
Nikokles (gr. Νικοκλῆς) – starożytny grecki biegacz pochodzący z Akriaj w Lakonii, olimpijczyk.
Pięciokrotnie zdobywał wieniec na igrzyskach olimpijskich, najpierw w 100 roku p.n.e. w diaulosie, dolichosie i biegu w zbroi oraz ponownie w 96 roku p.n.e. w diaulosie i drugiej nieokreślonej konkurencji biegowej. Ponadto zwyciężył w biegu na stadion, diaulosie i biegu w zbroi na igrzyskach ku czci Amfiaraosa w Oropos oraz w dwóch konkurencjach biegowych podczas eleuteriów w Larisie.